# Calvus

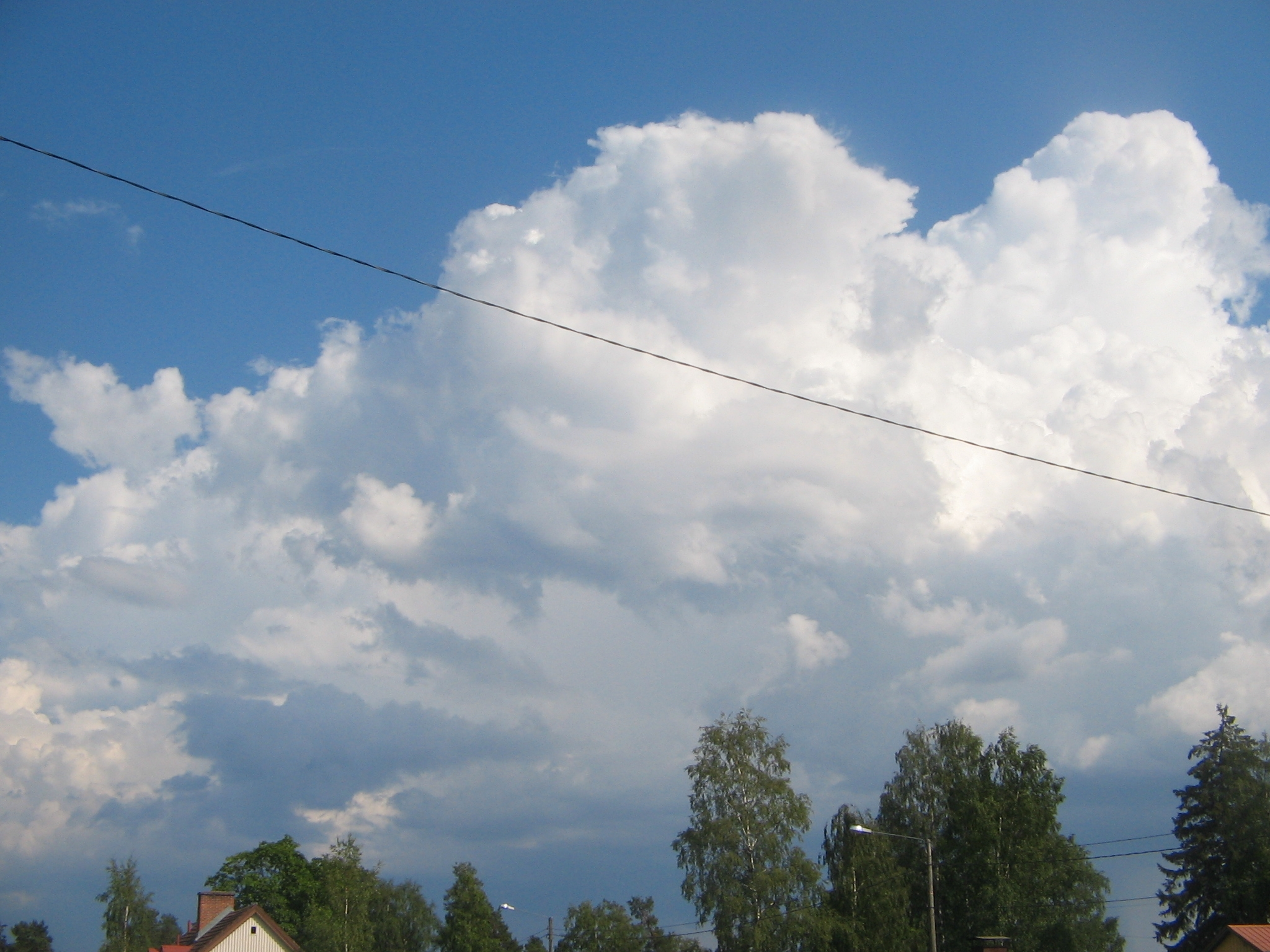
Cumulonimbus calvus

Calvus (cal) (von lateinisch calvus, „kahl, haarlos, glatzköpfig“) bezeichnet eine Cumulonimbuswolke ohne Amboss. Die oberen Teile der Wolke sehen nirgends deutlich faserig aus, die Oberseite hat jedoch nicht mehr die Blumenkohlform vom Cumulus und keine scharfen Umrisse.

## Beschreibung
Der Cumulonimbus calvus ist die Übergangsform vom Cumulus congestus, der überall scharfe Umrisse hat, zum Cumulonimbus capillatus, dem Cumulonimbus mit Amboss, also deutlich faserigem Oberteil. Bei ihm beginnen wenigstens einige der Aufquellungen des oberen Abschnitts ihre cumulus-förmigen Umrisse zu verlieren; es sind jedoch noch keine cirrus-artigen Teile zu erkennen. Die Aufquellungen und herauswachsenden Teile bilden meist eine weißliche Masse mit etwa vertikal verlaufender Streifung.